# Centristas de Ourense
Centristas de Ourense va ser un partit polític gallec l'àmbit del qual d'actuació era la província d'Ourense. Va sorgir el 1983 de la desintegració de la Unió de Centre Democràtic, agrupant a alcaldes i regidors de la província. Fundat per Eulogio Gómez Franqueira, entre els seus dirigents va estar Victorino Núñez. Va formar part de Coalició Gallega i en aquesta formació acabaria integrant-se.